# Ника (кинопремия, 1996)
9-я церемония вручения наград национальной кинематографической премии «Ника» за заслуги в области российского кинематографа за 1995 год состоялась в 1996 году в Центральном Доме кинематографистов.

## Статистика
Фильмы, получившие несколько номинаций
| Фильм                            | номинации | победы |
| -------------------------------- | --------- | ------ |
| • Мусульманин                    | 8         | 3      |
| • Барышня-крестьянка             | 7         | 3      |
| • Особенности национальной охоты | 4         | 3      |
| • Какая чудная игра              | 4         | -      |
| • Пьеса для пассажира            | 3         | -      |
| • За что?                        | 2         | -      |
| • Мания Жизели                   | 2         | -      |

## Список лауреатов и номинантов

### Основные категории
• Победители выделены отдельным цветом. 
| Категории                           | Лауреаты и номинанты                                                                           | Лауреаты и номинанты                                                                         |
| ----------------------------------- | ---------------------------------------------------------------------------------------------- | -------------------------------------------------------------------------------------------- |
| Лучший игровой фильм                | • Особенности национальной охоты (режиссёр: Александр Рогожкин, продюсер: Александр Голутва)   | • Особенности национальной охоты (режиссёр: Александр Рогожкин, продюсер: Александр Голутва) |
| Лучший игровой фильм                | • Барышня-крестьянка (режиссёр: Алексей Сахаров)                                               |                                                                                              |
| Лучший игровой фильм                | • Мусульманин (режиссёр: Владимир Хотиненко, продюсеры: Владимир Репников, Владимир Хотиненко) |                                                                                              |
| Лучший неигровой фильм              | • Убийство императора. Версии. Фильмы 1, 2, 3, 4 (режиссёр: Сергей Мирошниченко)               | • Убийство императора. Версии. Фильмы 1, 2, 3, 4 (режиссёр: Сергей Мирошниченко)             |
| Лучший неигровой фильм              | • Прибытие поезда (режиссёр: Андрей Железняков)                                                |                                                                                              |
| Лучший неигровой фильм              | • Физиология русской жизни (режиссёр: Игорь Алимпиев)                                          |                                                                                              |
| Лучший анимационный фильм           | • Лев с седой бородой (режиссёр: Андрей Хржановский)                                           | • Лев с седой бородой (режиссёр: Андрей Хржановский)                                         |
| Лучший анимационный фильм           | • Нюркина баня (режиссёр: Оксана Черкасова)                                                    |                                                                                              |
| Лучший анимационный фильм           | • Эликсир (режиссёр: Ирина Евтеева)                                                            |                                                                                              |
| Лучшая режиссёрская работа          | • Александр Рогожкин за фильм «Особенности национальной охоты»                                 | • Александр Рогожкин за фильм «Особенности национальной охоты»                               |
| Лучшая режиссёрская работа          | • Вадим Абдрашитов — «Пьеса для пассажира»                                                     |                                                                                              |
| Лучшая режиссёрская работа          | • Алексей Сахаров — «Барышня-крестьянка»                                                       |                                                                                              |
| Лучшая режиссёрская работа          | • Владимир Хотиненко — «Мусульманин»                                                           |                                                                                              |
| Лучшая сценарная работа             | • Валерий Залотуха — «Мусульманин»                                                             | • Валерий Залотуха — «Мусульманин»                                                           |
| Лучшая сценарная работа             | • Александр Миндадзе — «Пьеса для пассажира»                                                   |                                                                                              |
| Лучшая сценарная работа             | • Александр Рогожкин — «Особенности национальной охоты»                                        |                                                                                              |
| Лучшая мужская роль                 |                                                                                                | • Алексей Булдаков — «Особенности национальной охоты» (за роль генерала Михалыча)            |
| Лучшая мужская роль                 | • Сергей Маковецкий — «Пьеса для пассажира» (за роль Олега)                                    |                                                                                              |
| Лучшая мужская роль                 | • Евгений Миронов — «Мусульманин» (за роль Николая Иванова)                                    |                                                                                              |
| Лучшая мужская роль                 | • Геннадий Назаров — «Какая чудная игра» (за роль Николая Рыбкина)                             |                                                                                              |
| Лучшая женская роль                 |                                                                                                | • Нина Усатова — «Мусульманин» (за роль тётки Сони (матери Николая и Фёдора))                |
| Лучшая женская роль                 | • Магдалена Вуйцик — «За что?» (за роль Альбины Ячевской)                                      |                                                                                              |
| Лучшая женская роль                 | • Елена Корикова — «Барышня-крестьянка» (за роль Лизы Муромской)                               |                                                                                              |
| Лучшая роль второго плана           |                                                                                                | • Александр Балуев — «Мусульманин» (за роль Фёдора)                                          |
| Лучшая роль второго плана           | • Николай Бурляев — «Какая чудная игра» (за роль Михаила Михайловича)                          |                                                                                              |
| Лучшая роль второго плана           | • Лариса Удовиченко — «Какая чудная игра» (за роль Софьи Абрамовны)                            |                                                                                              |
| Лучшая операторская работа          |                                                                                                | • Павел Лебешев — «... Первая любовь»                                                        |
| Лучшая операторская работа          | • Николай Немоляев — «Барышня-крестьянка»                                                      |                                                                                              |
| Лучшая операторская работа          | • Алексей Родионов — «Мусульманин»                                                             |                                                                                              |
| Лучшая музыка к фильму              | • Владимир Комаров — «Барышня-крестьянка»                                                      | • Владимир Комаров — «Барышня-крестьянка»                                                    |
| Лучшая музыка к фильму              | • Александр Пантыкин — «Мусульманин»                                                           |                                                                                              |
| Лучшая музыка к фильму              | • Юрий Саульский — «Мещерские»                                                                 |                                                                                              |
| Лучшая работа звукооператора        | • Екатерина Попова — «Музыка для декабря»                                                      | • Екатерина Попова — «Музыка для декабря»                                                    |
| Лучшая работа звукооператора        | • Игорь Майоров — «Американская дочь»                                                          |                                                                                              |
| Лучшая работа звукооператора        | • Владимир Фролов — «Пешаварский вальс»                                                        |                                                                                              |
| Лучшая работа художника             | • Людмила Кусакова — «Барышня-крестьянка»                                                      | • Людмила Кусакова — «Барышня-крестьянка»                                                    |
| Лучшая работа художника             | • Борис Бланк и Магдалена Дипонт — «За что?»                                                   |                                                                                              |
| Лучшая работа художника             | • Николай Самонов — «Мания Жизели»                                                             |                                                                                              |
| Лучшая работа художника по костюмам | • Виктория Ильина — «Барышня-крестьянка»                                                       | • Виктория Ильина — «Барышня-крестьянка»                                                     |
| Лучшая работа художника по костюмам | • Светлана Лузанова — «Какая чудная игра»                                                      |                                                                                              |
| Лучшая работа художника по костюмам | • Екатерина Михайловская — «Мания Жизели»                                                      |                                                                                              |

### Специальная награда
- Приз «Честь и достоинство» — Валерий Семёнович Фрид.